# Regiunile Cehiei
Conform Legii Cehe nr. 129/2000 (Legea Regiunilor), care a înlocuit un paragraf din Constituția Republicii Cehe intitulat vyšší územně-správní celky (unitățile teritorial administrative superioare ale țării), Republica Cehă este împărțită în 13 regiuni (în cehă kraje, singular - kraj) și orașul-capitală (hlavní město) cu statut regional din 1 ianuarie 2000. Mai vechile districte (okresy, singular okres) în număr de 73, sunt recunoscute în continuare și rămân a fi reședința diferitor ramuri ale administrației de stat, cum ar fi sistemul judiciar.

Regiunile Republicii Cehe. Literele afișate sunt utilizate pe numerele de înmatriculare auto ale regiunilor respective.

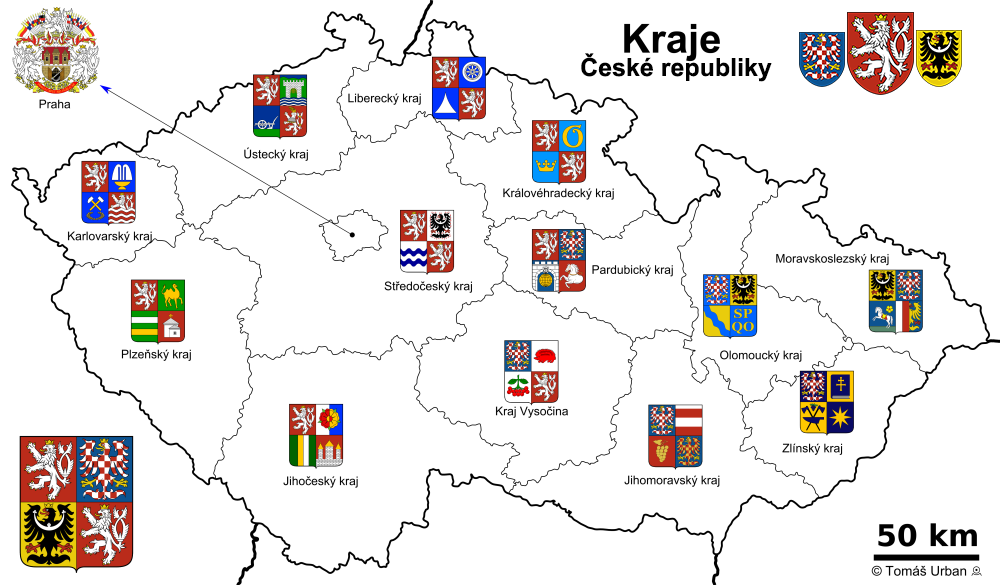
Harta regiunilor Cehiei

|    | Regiune          | Nume ceh (kraj) | Capitală         | Populație (2011) | Suprafață (km2) | Densitate (loc/km2) | PIB (în mln CZK) | PIB per capita |
| -- | ---------------- | --------------- | ---------------- | ---------------- | --------------- | ------------------- | ---------------- | -------------- |
| A  | Praga            | Hlavní město    |                  | 1,272,690        | 496.10          | 2,360               | 637,704          | 547,096        |
| S  | Bohemia Centrală | Středočeský     | Praga            | 1,274,633        | 11,014.97       | 104                 | 288,888          | 253,912        |
| C  | Bohemia de Sud   | Jihočeský       | České Budějovice | 637,460          | 10,056.79       | 62                  | 150,970          | 251,106        |
| P  | Plzeň            | Plzeňský        | Plzeň            | 574,694          | 7,560.93        | 73                  | 137,911          | 216,639        |
| K  | Karlovy Vary     | Karlovarský     | Karlovy Vary     | 310,245          | 3,314.46        | 92                  | 65,789           | 216,639        |
| U  | Ústí nad Labem   | Ústecký         | Ústí nad Labem   | 830,371          | 5,334.52        | 154                 | 188,041          | 229,146        |
| L  | Liberec          | Liberecký       | Liberec          | 439,262          | 3,162.93        | 135                 | 94,451           | 229,146        |
| H  | Hradec Králové   | Královéhradecký | Hradec Králové   | 555,683          | 4,758.54        | 115                 | 133,767          | 244,549        |
| E  | Pardubice        | Pardubický      | Pardubice        | 505,285          | 4,519           | 112                 | 116,639          | 230,880        |
| M  | Olomouc          | Olomoucký       | Olomouc          | 639,946          | 5,266.57        | 123                 | 134,376          | 211,467        |
| T  | Moravia-Silesia  | Moravskoslezský | Ostrava          | 1,236,028        | 5,426.83        | 227                 | 280,210          | 222,638        |
| B  | Moravia de Sud   | Jihomoravský    | Brno             | 1,169,788        | 7,194.56        | 159                 | 285,855          | 254,684        |
| Z  | Zlín             | Zlínský         | Zlín             | 590,459          | 3,963.55        | 149                 | 131,789          | 222,885        |
| J  | Vysočina         | Kraj Vysočina   | Jihlava          | 512,727          | 6,795.56        | 75                  | 121,318          | 234,530        |
| CZ | Cehia            |                 | Praga            | 10,562,214       | 78,864.92       | 130                 | 2,767,717        | 271,161        |

## Simbolurile regiunilor Cehiei

Hlavní město Praha
Středočeský kraj
Jihočeský kraj
Plzeňský kraj
Karlovarský kraj
Ústecký kraj
Liberecký kraj
Královéhradecký kraj
Pardubický kraj
kraj Vysočina
Jihomoravský kraj
Olomoucký kraj
Zlínský kraj
Moravskoslezský kraj